# Raffaele di Barletta
Beato Raffaele da Barletta (Barletta, XVI secolo – Barletta, 14 luglio 1566) è stato un religioso cattolico, i genitori erano originari della Dalmazia, appartenente all'Ordine religioso dei Servi di Maria. La Chiesa cattolica lo venera come beato e ne celebra la memoria liturgica il 14 luglio, anniversario della morte..